# Anthony Quayle
Sir Anthony Quayle (Southport, 7 settembre 1913 – Londra, 20 ottobre 1989) è stato un attore britannico.

## Biografia
Nato ad Ainsdale, nei pressi della città di Southport, nel Lancashire, studiò alla Rugby School e successivamente alla Royal Academy of Dramatic Art di Londra. Le sue prime esperienze in palcoscenico furono nell'ambito del music-hall, prima di approdare al celebre teatro Old Vic nel 1932. Durante la seconda guerra mondiale fu ufficiale dell'esercito, comandante di unità ausiliaria, poi a Gibilterra con il generale Liddell e quindi nello Special Operations Executive come ufficiale di collegamento dei partigiani albanesi; nel 1944 fu aiutante del Governatore di Gibilterra. Dal 1948 al 1956 diresse lo Shakespeare Memorial Theatre. Tra i suoi ruoli shakespeariani vanno annoverati Falstaff, Otello, Benedetto in Molto rumore per nulla, Enrico VIII ed Aronne nel Tito Andronico assieme a Laurence Olivier; recitò anche a Mosca nel Volpone di Ben Jonson ed in numerose altre commedie di autori contemporanei.
Il suo primo ruolo al cinema fu una breve apparizione in Pigmalione (1938) ma i film di rilievo che interpretò furono Birra ghiacciata ad Alessandria (1958), Il terrore corre sul fiume (1959), I cannoni di Navarone (1961) e Lawrence d'Arabia (1962).  La sua interpretazione nel ruolo del Cardinale Wolsey nel film Anna dei mille giorni (1969) gli valse la nomination all'Oscar come miglior attore non protagonista. Fu spesso chiamato ad interpretare ruoli in film di guerra, anche per le sue esperienze nell'esercito, e sovente recitò accanto all'amico Alec Guinness, conosciuto negli anni teatrali dell'Old Vic. Recitò anche a Broadway e in televisione, e inoltre fu sposato due volte, sempre con attrici, dapprima Hermione Hannen e poi Dorothy Hyson. Morì a Londra nel 1989, all'età di 76 anni, per un cancro al fegato.

## Filmografia parziale

### Cinema
- Sarabanda tragica (Saraband of Dead Lovers), regia di Basil Dearden (1948)
- Amleto (Hamlet), regia di Laurence Olivier (1948)
- Oh... Rosalinda!!, regia di Michael Powell ed Emeric Pressburger (1955)
- La battaglia di Rio della Plata (The Battle of the River Plate), regia di Michael Powell ed Emeric Pressburger (1956)
- Il ladro (The Wrong Man), regia di Alfred Hitchcock (1956)
- L'adultero (Woman in a Dressing Gown), regia di J. Lee Thompson (1957)
- Birra ghiacciata ad Alessandria (Ice Cold in Alex), regia di J. Lee Thompson (1958)
- Il terrore corre sul fiume (Tarzan's Greatest Adventure), regia di John Guillermin (1959)
- Le rotaie della morte (The Challenge), regia di John Gilling (1960)
- I cannoni di Navarone (Guns of Navarone), regia di J. Lee Thompson (1961)
- Lawrence d'Arabia (Lawrence of Arabia), regia di David Lean (1962)
- La caduta dell'Impero romano (The Fall of the Roman Empire), regia di Anthony Mann (1964)
- La rivolta del Sudan (East of Sudan), regia di Nathan H. Juran (1964)
- Operazione Crossbow (Operation Crossbow), regia di Michael Anderson (1965)
- Sherlock Holmes: notti di terrore (A Study in Terror), regia di James Hill (1965)
- Il papavero è anche un fiore (Poppies Are Also Flowers), regia di Terence Young (1966)
- Incompreso, regia di Luigi Comencini (1966)
- L'oro di Mackenna (Mackenna's Gold), regia di J. Lee Thompson (1969)
- Prima che venga l'inverno (Before Winter Comes), regia di J. Lee Thompson (1969)
- Anna dei mille giorni (Anne of the Thousand Days), regia di Charles Jarrott (1969)
- Tutto quello che avreste voluto sapere sul sesso* *ma non avete mai osato chiedere (Everything You Always Wanted to Know About Sex* *but Were Afraid to Ask), regia di Woody Allen (1972)
- Il seme del tamarindo (The Tamarind Seed), regia di Blake Edwards (1974)
- La notte dell'aquila (The Eagle Has Landed), regia di John Sturges (1976)
- Holocaust 2000, regia di Alberto De Martino (1977)
- Assassinio su commissione (Murder by Decree), regia di Bob Clark (1979)
- Enrico IV (King Henry the Fourth), regia di David Giles (1979)
- La leggenda del santo bevitore, regia di Ermanno Olmi (1988)
- Buster, regia di David Green (1988)

### Televisione
- Missione segreta (Espionage) – serie TV, episodio 1x23 (1964)
- Adam Strange (Strange Report) – serie TV, 16 episodi (1969-1970)
- Mosé, regia di Gianfranco De Bosio – miniserie TV (1974)
- 21 ore a Monaco (21 Hours at Munich), regia di William A. Graham – film TV (1976)
- Il codice Rebecca (The Key to Rebecca), regia di David Hemmings – miniserie TV (1985)

## Riconoscimenti
- Premio Oscar
  - 1970 – Candidatura al miglior attore non protagonista per Anna dei mille giorni

- Premio Emmy
  - 1975 – Miglior attore non protagonista in uno speciale commedia o drammatico per QB VII
  - 1981 – Candidatura al miglior attore non protagonista in una miniserie o speciale per Masada

## Doppiatori italiani
- Manlio Busoni in I cannoni di Navarone, Operazione Crossbow, L'oro di Mackenna
- Giorgio Piazza in Il seme del tamarindo, Mosè, La notte dell'aquila
- Glauco Onorato in Birra ghiacciata ad Alessandria, Ponte di comando, Il papavero è anche un fiore
- Gaetano Verna in Amleto
- Stefano Sibaldi in La battaglia di Rio della Plata
- Pino Locchi in Il ladro
- Giulio Panicali in Lawrence d'Arabia[1]
- Sergio Graziani in Sherlock Holmes: notti di terrore
- Bruno Persa in Sarabanda tragica
- Romolo Valli in Incompreso
- Giorgio Gusso in Anna dei mille giorni
- Elio Pandolfi in Enrico IV (Shakespeare in TV/Tutto Shakespeare)
- Vittorio Di Prima in Tutto quello che avreste voluto sapere sul sesso* (*ma non avete mai osato chiedere)
- Antonio Guidi in Holocaust 2000
- Sergio Rossi in Assassinio su commissione
- Franco Zucca in La leggenda del santo bevitore